# Plasterias
Genre
Plasterias est un genre d'échinodermes ne contenant qu'une seule espèce.

## Liste des espèces
Selon ITIS (24 janvier 2014) :
- Plasterias latiradiata Gray, 1871